# Karavela
Karavela (portugalski: caravela) je mali, vrlo pokretljiv jedrenjak razvijen u Portugal u 15. stoljeću za istraživanja uzduž zapadne obale Afrike i Atlantskog oceana. Latinsko jedro joj je omogućavalo jedrenje uz vjetar. Najviše su ih koristili Portugalci u vrijeme velikih zemljopisnih otkrića tijekom 15. i 16. stoljeća.

## Povijest
Sve do 15. stoljeća Europljani su bili ograničeni na priobalnu plovidbu u manjim i krhkijim plovilima sa samo jednim jarbolom i kvadratnim jedrom. Ova su plovila istiskivala od 50 do 200 tona i nisu mogla sigurno ploviti otvorenim oceanima gdje su puhali jaki vjetrovi i vladale jake morske struje.
Razvoj karavele, zasnovan na postojećim ribarskim brodovima, pomogao je Henrik Pomorac negdje oko 1450. godine i ubrzo su postale omiljeno plovolo portugalskih istraživača. Ime vjerojatno potječe od starije vrste plovola poznatog pod latinskim nazivom carabus ili grčkim καραβος, kasnije arabizirano u qārib, što ukazuje na dugotrajno poznavanje ovakvog načina gradnje. Istisnine od 50 do 160 tona s jednim do tri jarbola opremljena latinskim jedrima bili su lakše upravljivi što je omogućilo jedrenje uz vjetar.
Pošto su bili manji brodovi manjega gaza, karavele su mogle ploviti u plićim obalnim vodama. S latinskim jedrima bile su iznimno pokretljive i mogle ploviti uz vjetar dok su s kvadratnim jedrima bile vrlo brze. Zbog svoje isplativosti, brzine, pokretljivosti i izdržljivosti smatrane su najboljim plovilima tog vremena. Ograničen prostor za teret i posadu bio im je glavna mana, ali to nije priječilo njihov uspjeh.
Istraživanja karavelama otvorila su Portugalcima i Španjolcima put začina. U samoj trgovini ubrzo su zamijenjen prostranijim i za trgovinu isplativijim navama. Karavele su bile jedna od ponajboljih vrsta brodova svoga vremena razvijenih na Pirenejskom poluotoku.

## Konstrukcija
Zbog svoje manje mase i zbog toga veće brzine bile su omiljene među mornarima.
U početku su imale dva ili tri jarbola s latinskim jedrima dok su kasnije uglavnom imale četiri jarbola. U početku su karavele bile dugačke između 15 i 30 metara i istiskivale oko 50 tona, takvi brodovi vrlo velikog odnosa duljine prema širini, dobro upravljivi i brzi (za razliku od suvremenika tipa nava)  imali su jedan nedostatak u količini tereta kojega su mogli prevesti. Krajem petnaestog stoljeća karavele su povremeno prilagođavane dodavanjem snasti i letnog jedra, kvadratnog glavnog jedra, ali bez karakinog visokog pramca ili krme. U ovakvim je brodovima Kristofor Kolumbo zaplovio na svoje poznato putovanje 1492.; Santa Maria bila je 100 tonska karaka (točnije nava) koja je bila zastavni brod, a Pinta i Niña su bile manje karavele od otprilike 15 do 20 metara duljine, široke oko 6 metara i istisnine između 60 i 75 tona.

## Poznate karavele
- Prvo putovanje oko južnog ruba Afrike poduzeo je Bartolomeu Dias 1487./88. u karavelama São Cristóvão (zastavni brod) i São Pantaleão.

- Poznate su karavele s prvog putovanja Kristofora Kolumba, Niña i Pinta.

## Vanjske poveznice
- Museu da Marinha
- Museu da Marinha, fac-similes
- Instituto Camões. Caravela  Arhivirana inačica izvorne stranice od 15. veljače 2008. (Wayback Machine)
- Durchbruch am Kap des Schreckens dir. Axel Engstfeld, Germany 2002, 52m. ZDF (njem.)